# Jekatierina Klimowa
Jekatierina Aleksandrowna Klimowa, ros. Екатери́на Алекса́ндровна Кли́мова (ur. 24 stycznia 1978 w Moskwie) – rosyjska aktorka filmowa, teatralna i telewizyjna.

## Życiorys
Jekatierina Klimowa urodziła się 24 stycznia 1978 w Moskwie w Rosji. Jej ojciec Aleksandr został w 1979 oskarżony o nieumyślne spowodowanie śmierci, dostał wyrok pozbawienia wolności i wrócił do rodziny, gdy jego córka liczyła sobie już 13 lat. Po ukończeniu szkoły średniej, rozpoczęła kursy przygotowawcze w Wszechrosyjskim Państwowym Instytucie Kinematografii im. Siergieja Apolinariewicza Gierasimowa. W 1999 roku ukończyła Wyższą Szkołę Teatralną im. M. Szczepkina w Moskwie. W 2001 roku otrzymała nagrodę Wiktora Rozowa w kategorii najlepsza aktorka w wieku poniżej 30 lat.
Swoją karierę aktorską rozpoczęła w 1999 roku. Wystąpiła w wielu serialach telewizyjnych i filmach jak Biedna Nastia, Burzowe wrota, Jesteśmy z przyszłości, Antikiller D.K: Lubow biez pamiati oraz Pobieg.
W 2011 roku Klimowa została twarzą marki Garnier Color Naturals.

## Życie prywatne
Klimowa była trzykrotnie zamężna. Jej pierwszym mężem był Ilja Choroszyłow. W 2004 roku poślubiła rosyjskiego aktora, laureata Państwowej Nagrody Federacji Rosyjskiej Igora Pietrienka. Rozwiodła się z nim w 2014 roku. Od czerwca 2015 roku jest żoną rosyjskiego aktora Gieły Mieschiego.

## Filmografia
- 2003-2004: Biedna Nastia jako księżniczka Natalia Riepnina
- 2006: Burzowe wrota jako Alina
- 2008: Jesteśmy z przyszłości jako siostra Nina
- 2009: Antikiller D.K: Lubow biez pamiati jako Katia
- 2010: Pobieg jako Swietłana Dunajowa
- 2010: Jesteśmy z przyszłości 2

i inne